# UTR

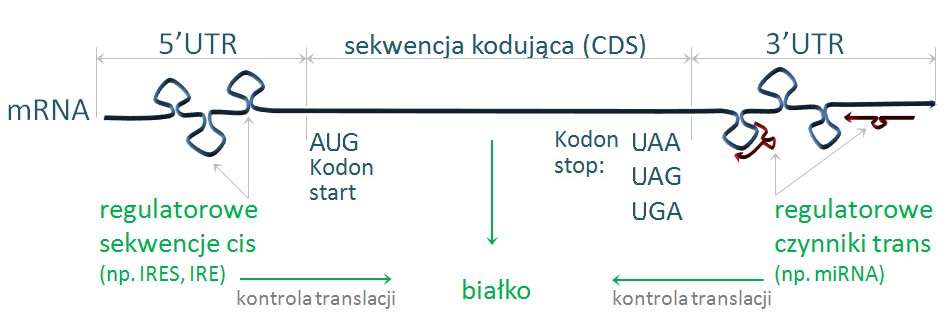
UTR – rejony niepodlegające translacji

UTR (od ang. untranslated region) – rejon mRNA niepodlegający translacji, którego funkcje związane są z kontrolą translacji. Sekwencje UTR położone są terminalnie z obydwu stron cząsteczki mRNA, otaczając tym samym rejon ulegający translacji (sekwencję kodującą – CDS) od strony 5′ oraz 3′. Funkcjonalne właściwości rejonów niepodlegających translacji wynikają z pierwszorzędowej, drugorzędowej i trzeciorzędowej struktury terminalnych części mRNA (sekwencji, pofałdowania i budowy przestrzennej), których zaburzenie obserwowane jest w wielu chorobach o podłożu genetycznym w tym w nowotworach, zespole łamliwego chromosomu X, chorobie Huntingtona i wielu innych, w których obserwuje się zależne od UTR zaburzenie kontroli translacji. W wymienionych chorobach dochodzi zwykle do mutacji punktowej typu SNP, zwiększenia lub zmniejszenia liczby powtórzeń STR (ang. short tandem repeats) lub powstawania nieprawidłowego UTR w wyniku zaburzenia procesu alternatywnego składania mRNA. Przytoczone przykładowe zmiany pierwszorzędowej struktury mRNA skutkują zwykle zmianą energii swobodnej Gibbsa nieprawidłowej cząsteczki mRNA i w konsekwencji poważnymi zmianami funkcjonalnymi mRNA, prowadzącymi do zaburzenia kontroli translacji i wystąpienia choroby. Podstawowe znaczenie regulacyjne regionów UTR związane jest z obecnością sekwencji cis (np. IRE, IRES, sekwencji sygnałowych) wiążących często czynniki trans (np. miRNA, czynniki translacyjne, rybosomy), które determinują stabilność i trwałość mRNA, kierunek transportu i docelowe miejsce mRNA w komórce, częstość inicjacji translacji, szybkość i wydajność syntezy białek, procesy edycji potranskrypcyjnej mRNA, recykling i degradację mRNA.